# Hydrops martii
Hydrops martii – gatunek węża z podrodziny ślimaczarzy (Dipsadinae) w rodzinie połozowatych (Colubridae). Występuje w dużej części dorzecza Amazonki w Ameryce Południowej. Prowadzi wodny tryb życia.

## Systematyka
Takson ten po raz pierwszy zgodnie z zasadami nazewnictwa binominalnego opisał w 1824 roku niemiecki herpetolog i ornitolog Johann Georg Wagler w książce Johanna Baptista von Spixa Serpentum Brasiliensium species novae ou, Histoire naturelle des espèces nouvelles de serpens: recueillies et observées pendant le voyage dans l'intérieur du Brésil dans les années 1817, 1818, 1819, 1820... Autor nadał wężowi nazwę Elaps Martii. Jako miejsce typowe podał rzekę Rio Itapicuru w prowincji Maranhão w Brazylii. Holotyp ZSM 1844/0 to samiec. Nie wyróżnia się podgatunków.

### Etymologia
- Hydrops: gr. ὑδρος hydros „wąż wodny”; ωψ ōps, ωπος ōpos „twarz, oblicze”[7][8].
- martii – nazwany na cześć niemieckiego botanika i odkrywcy Carla Friedricha Philippa von Martiusa (1794–1868)[3].

## Morfologia
Jest to średniej wielkości wąż o głowie niewiele szerszej od szyi. Głowa jest szarawa lub beżowa, a pysk czarny z nieregularnym białym paskiem na nozdrzach. Oczy o okrągłych źrenicach i nozdrza są zorientowane grzbietowo w górnej części głowy. Ubarwienie grzbietu składa się z czarnych (z białymi plamkami) i czerwonych pasów oddzielonych oliwkowatymi łuskami. Ich liczba waha się od 36 do 63. Brzuch jest żółtobiały z pełnymi czarnymi paskami lub z paskami przeplatanymi wzorem w kratkę. Samice są wyraźnie większe od samców. Hydrops martii różni się od Hydrops triangularis brakiem kompletnego jasnego pierścienia wokół szyi, a także łuskami grzbietowymi ułożonymi w 17, a nie w 15 rzędów w środkowej części ciała. Może być także mylony z Micrurus surinamensis, ale ma nieco inny wzór pasków grzbietowych.
Wymiary:
|                          | Samiec   | Samica   |
| Długość całkowita (mm)   | 547      | 1212     |
| Długość SVL (mm)         | 422      | 1035     |
| Łuski grzbietowe (rzędy) | 17–17–17 | 17–17–17 |
| Tarczki brzuszne         | 163–184  | 163–184  |
| Tarczki podogonowe       | 60–75    | 60–75    |

## Występowanie
Hydrops martii jest szeroko rozpowszechniony na nizinach dorzecza Amazonki w Kolumbii, Wenezueli, Ekwadorze, Brazylii, Peru i Surinamie. W Ekwadorze występuje w prowincjach Morona Santiago, Orellana i Sucumbíos.

## Ekologia i zachowanie
Hydrops martii jest wężem wodnym zamieszkującym rzeki, strumienie, mokradła i zalewane lasy deszczowe. Żeruje głownie w godzinach wieczornych i w nocy, w wodzie lub w błotach nadbrzeżnych. Dieta tego gatunku składa się głównie z ryb z rzędów Gymnotiformes, sumokształtne i szczelinokształtne. Jest wężem niejadowitym. Jest gatunkiem jajorodnym. Okresy rozrodcze obejmują całą porę suchą od kwietnia do czerwca oraz część pory deszczowej od grudnia do lutego. W lęgu samica składa od 7 do 23 jaj. Hydrops martii znajdowany był w żołądkach piranii kropkowanych, Micrurus lemniscatus, kajmanów oraz innych węży.

## Status zagrożenia
W Czerwonej księdze gatunków zagrożonych IUCN Hydrops martii jest klasyfikowany jako gatunek najmniejszej troski (LC, ang. Least Concern). Liczebność populacji nie jest określona, ale gatunek ten jest opisywany jako stosunkowo rzadki. Trend liczebności populacji oceniany jest jako stabilny.